# Bolivar (Missouri)
Bolivar è un comune degli Stati Uniti d'America, situato nello Stato del Missouri, nella contea di Polk, della quale è il capoluogo.